# Young M.A
Katorah Kasanova Marrero (ur. 3 kwietnia 1992 w Nowym Jorku), lepiej znana pod pseudonimem Young M.A – amerykańska raperka. Najbardziej znana jest ze swojego singla „Ooouuu” z 2016 roku, który zajął 16 miejsce na liście Billboard Hot 100 i pokrył się czterokrotną platyną. Towarzyszący mu teledysk również stał się hitem, który do 2024 roku uzyskał ponad 425 milionów wyświetleń w serwisie YouTube. Jej debiutancki album studyjny Herstory in the Making (2018) zajął 16 miejsce na liście Billboard 200 i spotkał się z pozytywnym przyjęciem krytyków.
Marrero była nominowana do nagrody Artysty Roku BET i Artystki Roku Hip-Hop przyznawanej przez MTV. Raperka występowała w reklamach Google Pixel 2, Beats By Dre i Pandora. W 2018 roku znalazła się w rankingu Forbes 30 Under 30.

## Życiorys

### Wczesne życie
Katorah Marrero urodziła się 3 kwietnia 1992 roku w Brooklynie w Nowym Jorku. Jej matka jest Jamajką, a ojciec Portorykańczykiem. Jej ojciec trafił do więzienia, gdy Marrero miała rok, został zwolniony dopiero, gdy córka miała 11 lat. Kiedy Marrero miała 7 lat, jej matka zdecydowała się przenieść do Chesterfield w Wirginii, przeprowadzka zapewniła lepsze warunki szkolne, a jej dzieci trzymały się z dala od przemocy toczącej się na ulicach we wschodnim Nowym Jorku. W Wirginii młoda Marrero zaczęła grać w piłkę nożną. Kiedy miała 10 lat, zaczęła pisać swoje pierwsze rymy w swoich podręcznikach szkolnych. Matka zachęcała ją do tworzenia własnej muzyki i kupiła jej sprzęt do karaoke, który posłużył młodej M.A do założenia prowizorycznego studio w szafie. W 2010 roku ukończyła Sheepshead Bay High School.

### Kariera
W 2014 roku zyskała pierwszy rozgłos, gdy na Facebooku ekspert muzyczny Boyce Watkins skrytykował jej piosenkę „Brooklyn Chfriraq”. Watkins, stwierdził, że piosenka promuje „brutalną, negatywną i ludobójczą energię”, jednakże kontrowersje i ta negatywna opinia zwiększyły rozpoznawalność Young M.A w Internecie i przyciągnęły nowych słuchaczy jej twórczości. W 2015 roku Young M.A wydała nową piosenkę „Body Bag”, którą Rolling Stone określiło „hitem YouTube”, zaraz po tym wydała składankę zatytułowaną Sleep Walkin', którą MTV określiło jako „przemyślany debiut”.
W 2016 roku Young M.A wydała swój pierwszy oficjalny singel „Ooouuu”, który zajął 19 miejsce na liście przebojów Billboard Hot 100. We wrześniu 2016 roku piosenka miała prawie 7 milionów odtworzeń w serwsie Spotify i była szeroko remiksowana przez innych raperów i artystów hiphopowych, takich jak Remy Ma, French Montana, Nicki Minaj, Jadakiss, Uncle Murda, ASAP Ferg, Bryan Mathers i Tink.
Podczas gali BET Hip Hop Awards 2016 M.A wykonała freestyle na żywo oraz „Ooouuu”, magazyn XXL określił jej występ jako „zapierający dech w piersiach freestyle… jeden z najlepszych freestyle'ów wieczoru”. Pomimo dobrego przyjęcia jej występu Young M.A wyraziła rozczarowanie, mówiąc, że BET wycięło część jej występu.
Po sukcesie „Ooouuu” M.A  wydała freestyle, takie jak „Who Run It” i „I Get The Bag” które zyskały miliony wyświetleń w Internecie, podobnie jak jej kolejny singel „Walk”, który zgromadził ponad 20 milionów odsłuchań. Debiutancki album studyjny Young MA, Herstory in the Making, ukazał się 27 września 2019 roku i zajął 16 miejsce na liście Billboard 200. Zawierał single „Big” i „PettyWap”; pokryły się one kolejno platyną i złotem. 22 maja 2020 roku wydała EPkę Red Flu. 21 maja 2021 roku wydała swój drugi album studyjny Off the Yak. Pitchfork oceniło krążek 6.9 na 10.

### Inne projekty
W 2016 roku podczas wywiadu dla Rolling Stone Young M.A powiedziała, że Lee Daniels zaproponował jej rolę „Betty Bars” w serialu Empire. Postać i rola zostały stworzone specjalnie dla niej, ale odrzuciła ją, woląc kontynuować karierę jako raperka na swoich warunkach i pod swoim pseudonimem, zamiast być znana jako postać fikcyjna.
W 2018 roku wyreżyserowała swój pierwszy film pornograficzny, będący lesbijskim filmem porno wyprodukowanym przez Pornhub, zatytułowanym The Gift. W 2019 roku pojawiła się także w czwartym sezonie serialu Mr. Robot jako Peanuts, pracownica na zlecenie kryminalisty Fernando Vera. W 2020 roku Young M.A pojawiła się gościnnie na niespodziewanie wydanym albumie Eminema Music to Be Murdered By w utworze „Unaccommodating” który pokrył się złotem.

#### KWEENZ
M.A jest założycielką Fundacji KWEENZ. Fundacja KWEENZ „pomaga mieszkańcom dzielnic we wschodnim Nowym Jorku przezwyciężyć smutek i traumę związaną ze stratą bliskiej osoby”. M.A opisuje działalność tak: „Zaangażowałam moją mamę to stworzenia fundacji, ponieważ niestety straciła syna, mojego brata, w 2009 roku. Jest to dla niej coś, w co może się zaangażować, dać jej odrobinę ulgi i poznać inne matki, które były w takiej sytuacji, aby nie były same ".

#### Występy w telewizji
Young M.A wystąpiła w programach Wendy Williams Show, The Tonight Show Starring Jimmy Fallon, Viceland’s The Therapist, Snoop Dogg GGN, MTV Ridiculousness, Hip Hop Squares, Martha & Snoop’s Potluck Dinner Party, Wild 'n Out, Safeword, Total Request Live.
28 października 2019 r. Young M.A pojawiła się jako gość w programie Lip Service Angeli Yee.

## Życie prywatne
Young M.A jest lesbijką. 26 września 2009 r. jej brat, Kenneth Ramos, został zadźgany nożem. M.A przestała chodzić do szkoły przez miesiąc, później udała się na terapię, aby uporać się z traumą.

## Dyskografia

### Albumy studyjne
| Tytuł                  | Informacje                                                                                      | Pozycje na listach sprzedaży | Pozycje na listach sprzedaży | Pozycje na listach sprzedaży | Pozycje na listach sprzedaży | Pozycje na listach sprzedaży |
| Tytuł                  | Informacje                                                                                      | USA                          | USA R&B/HH                   | USA Rap                      | USA Ind.                     | KAN                          |
| ---------------------- | ----------------------------------------------------------------------------------------------- | ---------------------------- | ---------------------------- | ---------------------------- | ---------------------------- | ---------------------------- |
| Herstory in the Making | - Wydany: 27 września 2019 - Wytwórnia: M.A Music, 3D - Format: CD, Digital download, streaming | 16                           | 8                            | 7                            | 7                            | 60                           |
| Off the Yak            | - Wydany: 21 maja 2021 - Wytwórnia: M.A Music, 3D - Format: CD, Digital download, streaming     | —                            | —                            | —                            | 38                           | —                            |

### Mixtape'y
| Tytuł           | Informacje                                            |
| --------------- | ----------------------------------------------------- |
| M.A The Mixtape | - Wydany: 15 marca 2015 - Format: Digital download    |
| Sleep Walkin'   | - Wydany: 4 listopada 2015 - Format: Digital download |

### EP'ki
| Tytuł    | Informacje                                                                  | Pozycje na listach sprzedaży | Pozycje na listach sprzedaży |
| Tytuł    | Informacje                                                                  | USA                          | USA Ind.                     |
| -------- | --------------------------------------------------------------------------- | ---------------------------- | ---------------------------- |
| Herstory | - Wydany: 27 kwietnia 2017 - Wytwónia: M.A Music - Format: Digital download | 166                          | 30                           |
| Red Flu  | - Wydany: 22 maja 2020 - Wytwórnia: M.A Music - Format: Digital download    | —                            | 48                           |

### Single
| Tytuł                              | Rok  | Pozycje na listach przebojów | Pozycje na listach przebojów | Pozycje na listach przebojów | Pozycje na listach przebojów | Certyfikat         | Album                  |
| Tytuł                              | Rok  | USA                          | USA R&B/HH                   | USA Rap                      | KAN                          | Certyfikat         | Album                  |
| ---------------------------------- | ---- | ---------------------------- | ---------------------------- | ---------------------------- | ---------------------------- | ------------------ | ---------------------- |
| "Body Bag"                         | 2015 | —                            | —                            | —                            | —                            |                    | M.A The Mixtape        |
| "Ooouuu"                           | 2016 | 19                           | 5                            | 3                            | 41                           | - RIAA: 4× Platyna | Herstory               |
| "Hot Sauce"                        | 2016 | —                            | —                            | —                            | —                            |                    | Herstory               |
| "Walk"                             | 2017 | —                            | —                            | —                            | —                            |                    | Non-album singles      |
| "Praktice"                         | 2018 | —                            | —                            | —                            | —                            |                    | Non-album singles      |
| "PettyWap"                         | 2018 | —                            | —                            | —                            | —                            | - RIAA: Złoto      | Herstory in the Making |
| "Car Confessions"                  | 2018 | —                            | —                            | —                            | —                            |                    | Herstory in the Making |
| "Wahlinn"                          | 2018 | —                            | —                            | —                            | —                            |                    |                        |
| "Bleed"                            | 2018 | —                            | —                            | —                            | —                            |                    | Herstory in the Making |
| "Stubborn Ass"                     | 2019 | —                            | —                            | —                            | —                            |                    | Herstory in the Making |
| "Big"                              | 2019 | —                            | —                            | —                            | —                            | - RIAA: Platyna    | Herstory in the Making |
| "PettyWap 2"                       | 2019 | —                            | —                            | —                            | —                            |                    | Herstory in the Making |
| "Big Steppa"                       | 2020 | —                            | —                            | —                            | —                            |                    | Off the Yak            |
| "Off the Yak"                      | 2021 | —                            | —                            | —                            | —                            |                    | Off the Yak            |
| "Successful"                       | 2021 | —                            | —                            | —                            | —                            |                    | Off the Yak            |
| "Hello Baby" (gość: Fivio Foreign) | 2021 | —                            | —                            | —                            | —                            |                    | Off the Yak            |
| "Tip the Surgeon"                  | 2022 | —                            | —                            | —                            | —                            |                    |                        |

### Inne notowane piosenki
| Tytuł                                      | Rok  | Pozycje na listach przebojów | Pozycje na listach przebojów | Pozycje na listach przebojów | Pozycje na listach przebojów | Album                   |
| Tytuł                                      | Rok  | USA                          | USA R&B/HH                   | AUS                          | KAN                          | Album                   |
| ------------------------------------------ | ---- | ---------------------------- | ---------------------------- | ---------------------------- | ---------------------------- | ----------------------- |
| "Unaccommodating" (Eminem gość: Young M.A) | 2020 | 36                           | 20                           | 34                           | 25                           | Music to Be Murdered By |

## Nagrody i nominacje
| Nagroda               | Rok  | Dzieło   | Kategoria                  | Wynik     | Źródło |
| --------------------- | ---- | -------- | -------------------------- | --------- | ------ |
| BET Award             | 2017 | Ona sama | Best New Artist            | Nominacja | [ 42 ] |
| BET Award             | 2017 | Ona sama | Best Female Hip-hop Artist | Nominacja | [ 42 ] |
| MTV Video Music Award | 2017 | Ona sama | Best New Artist            | Nominacja | [ 43 ] |